# Polyme nanocompozit
Vật liệu polyme nanocompozit (tiếng Anh: polymer nanocomposite) là một loại polyme compozit "mới" mà trong đó các hạt độn (filled-particles) trong mạng nền polyme (polymer matrix) có kích thước nanomet.
Một loại hạt độn nano đặc biệt là nanoclay (còn gọi là nano khoáng sét). Chúng được cấu tạo từ các lớp mỏng, mỗi lớp có chiều dày từ một đến vài nanomét, còn chiều dài từ vài trăm đến vài nghìn nanomet. Nanoclay có thể là nanoclay tự nhiên hoặc các lớp silicat tổng hợp (synthetic layered silicates). Loại nanoclay đầu tiên được tìm thấy trên thế giới là montmorillonit (ở Montmorillon, Pháp, năm 1874). Tuy nhiên, đến năm 1993, vật liệu polyme clay-nanocompozit mới lần đầu tiên được chế tạo thành công. Các nhà khoa học ở Phòng thí nghiệm Nghiên cứu và Phát triển Trung tâm của công ty Toyota đã tổng hợp được vật liệu nanocompozit của polyamit 6 với montmorillonit. Khi so sánh với polyamit thông thường, vật liệu nanocompozit chế tạo được có các tính chất cơ lý tốt hơn.

## Phân loại polyme nanocompozit
Khi cho nanoclay vào trong mạng nền polyme, có thể tạo thành ba dạng vật liệu sau:
- Vật liệu polyme compozit thông thường (conventional phase separated composites): các nanoclay và polyme nền không trộn hợp được với nhau. Khi đó, vật liệu tạo thành có tính chất cơ học kém.
- Vật liệu polyme nanocompozit xen lớp (intercalated polymer-clay nanocomposites): một hoặc nhiều mạch phân tử polyme chui vào giữa các lớp nanoclay.
- Vật liệu polyme nanocompozit tách lớp (exfoliated or delaminated polymer-clay nanocomposites): các nanoclay đã phân tán trong mạng nền polyme ở dạng từng lớp 1 nm.

## Cấu trúc của nanoclay

Cấu trúc lý tưởng của nanoclay montmorillonit

Năm 1933, U. Hoffman, K. Endell và D. Wilm công bố cấu trúc tinh thể lý tưởng của montmorillonit (xem hình bên). Cấu trúc này bao gồm 02 tấm tứ diện chứa silic và 01 tấm bát diện chứa nhôm hoặc magiê diện bị kẹp giữa 2 tấm tứ diện. Các tấm này có chung các nguyên tử oxy ở đỉnh.
Do khả năng thay thế đồng hình của Si4+ cho Al3+ ở tấm tứ diện và của Al3+ cho Mg2+ ở tấm bát diện mà giữa các lớp nanoclay có điện tích âm. Các điện tích âm này được trung hòa bởi các cation như Ca2+ và Na+ ở giữa các lớp clay. Ngoài ra, do nanoclay có tính ưa nước cao, giữa các lớp nanoclay thường có các nguyên tử nước. Các lớp nanoclay được liên kết với nhau bằng lực van der Waals.
Chiều dày một lớp nanoclay là 9,6Ǻ. Còn tổng độ dài của chiều dày một lớp nanoclay với khoảng cách giữa hai lớp nanoclay được gọi là khoảng cách cơ bản (d-spacing).

## Các phương pháp chế tạo polyme nanocompozit
Do bản chất của nanoclay và polyme rất khác nhau - nanoclay là chất vô cơ và có tính ưa nước, còn polyme là chất hữu cơ và nói chung không ưa nước - nên việc đưa nanoclay vào trong mạng nền polyme là rất khó khăn.
Do vậy, nanoclay thường được biến tính trước khi cho vào polyme bằng cách kết hợp với các chất hoạt tính bề mặt (surfactants) hoặc các tác nhân tương hợp (compatibilizing agents hoặc compatibilisers) như các axít aminô, các iôn alkyl amonium, silan, crown ete...
Thông thường, các phương pháp chế tạo được phân loại thành:
- Trùng hợp in-situ (In-situ polymerization)
- Trộn hợp nóng chảy (Melt intercalation)
- Trộn hợp polyme trong dung dịch (Polymer solution intercalation)
- Trùng hợp nhũ tương (Emulsion intercalation)

Ngoài cách phân loại này, còn có một vài cách khác.

## Các phương pháp phân tích cấu trúc polyme nanocompozit
Có 02 phương pháp chính để khảo sát cấu trúc của polyme nanocompozit:
- Nhiễu xạ tia X (XRD) (X-ray diffraction)
- Hiển vi điện tử truyền qua (TEM) (Transmission electron microscopy)

Phương pháp đầu tiên được dùng để xác định khoảng cách cơ bản của nanoclay. Khoảng cách cơ bản được tính toán theo định luật Bragg:
trong đó:
- n là số nguyên biểu thị độ nhiễu xạ,
- λ là bước sóng của tia X,
- d là khoảng cách cơ bản của nanoclay,
- θ là góc giữa tia tới và mặt phẳng phản xạ.

Quá trình chuẩn bị mẫu và khảo sát khá dễ dàng và nhanh chóng. Tuy nhiên, kết quả khảo sát phụ thuộc khá lớn vào độ nhạy của thiết bị.
Phương pháp thứ hai thường được dùng để xác nhận lại kết quả của phương pháp nhiễu xạ tia X. Nó có thể cho chúng ta thấy rõ sự phân bố về mặt không gian của các lớp nanoclay trong mạng nền polyme. Phương pháp này đòi hỏi người đo có trình độ cao trong việc chuẩn bị mẫu và phân tích.
- Hiển vi điện tử truyền qua (TEM) (Transmission electron microscopy)

Là phương pháp để quan sát cấu trúc của vật liệu với độ phóng đại rất lớn (~400.000 lần).
Phương pháp này dùng một chùm electron hội tụ (bằng một thấu kính từ) có năng lượng cao xuyên qua 1 màng vật liệu rất mỏng. ảnh hưởng của nó với cấu trúc của vật liệu sẽ làm thay đổi năng lượng của từng electron. Chùm điện tử khi đi qua màng vật liệu sẽ được chiếu vào một màn huỳnh quang. Từ đó có thể quan sát được (dự đoán được) cấu trúc và sự phân bố của các hạt nano có trong vật liệu nanocompozit.